# La Oteda
La Oteda (en asturiano y oficialmente L'Auteda), Asturias, España, es un pueblo perteneciente al concejo de Tineo, que a su vez pertenece a la parroquia de Francos, se sitúa al noroeste de Tineo a unos 14 kilómetros, tiene una población de unos 60 habitantes, y linda con los pueblos de Tablado de Riviella, El Valle, Francos y Villatriz.
Celebra la fiesta en honor al apóstol santiago la segunda quincena de julio el fin de semana más próximo al día 25, normalmente la fiesta dura 2 días.

## Ocio y deportes
La oteda presenta una espléndida bolera Celta cubierta donde se juega muy habitualmente diversos campeonatos y cuenta con su propio equipo de bolos.

## Economía
Las actividades del pueblo se basan en el sector primario principalmente ganadería bovina.

## Clima
La Oteda presenta un clima suave templado, con temperaturas que rara vez superan los 25º o 27º o que descienden muy por debajo de 0º
presenta precipitaciones a lo largo de todo el año, y con nevadas considerables en invierno.
Sus principales recursos son ganadería vacuno de leche.

## Flora y fauna
Se puede encontrar la fauna típica de Tineo, diversos tipos de árboles entre los que encontramos: eucaliptos, avellanos, fresnos, etc. En cuanto a la fauna salvaje en esta zona se presenta una gran abundancia de especies, sobresaliendo los jabalíes, los corzos, la raposa y la perdiz.

## Geografía
- Coordenadas 43º22'24N 6º29'4O
- Elevación de 621 metros en la capilla